# John R. Bolton
John Robert Bolton (sinh ngày 20 tháng 11 năm 1948) là một luật sư, nhà bình luận chính trị, cố vấn của đảng Cộng hòa, quan chức chính phủ và cựu nhà ngoại giao, làm Cố vấn an ninh quốc gia của Hoa Kỳ thứ 27 kể từ ngày 9 tháng 4 năm 2018.
Bolton từng là Đại sứ Hoa Kỳ tại Liên Hợp Quốc từ tháng 8 năm 2005 đến tháng 12 năm 2006 với tư cách là người được bổ nhiệm làm tổng thống của Tổng thống George W. Bush. Ông đã từ chức vào cuối bổ nhiệm tạm biệt vào tháng 12 năm 2006 bởi vì ông không có khả năng giành được xác nhận từ Thượng viện, mà Đảng Dân chủ đã giành được quyền kiểm soát vào thời điểm đó.
Bolton là cựu thành viên cao cấp tại Viện doanh nghiệp Mỹ (AEI), và bình luận viên Fox News Channel. Ông là cố vấn chính sách đối ngoại cho ứng cử viên tổng thống năm 2012 Mitt Romney. Bolton đã tham gia với nhiều tổ chức bảo thủ, bao gồm cả những người chống Hồi giáo cực hữu Viện Gatstone, nơi ông từng là Chủ tịch tổ chức cho đến tháng 3 năm 2018.
Bolton là một nhân vật chim ưng về chính sách đối ngoại và là người ủng hộ thay đổi chế độ ở Iran, Syria, Libya, Venezuela, Cuba, Yemen và Triều Tiên. Ông cũng đã nhiều lần kêu gọi chấm dứt thỏa thuận hạt nhân Iran. Ông là người ủng hộ chiến tranh Iraq và tiếp tục ủng hộ quyết định xâm chiếm Iraq. Ông đã liên tục hỗ trợ hành động quân sự và thay đổi chế độ ở Syria, Libya và Iran. Một người Cộng hòa, quan điểm chính trị của ông đã được mô tả là người theo chủ nghĩa dân tộc Mỹ, bảo thủ, và "tân cổ điển". Bolton từ chối thuật ngữ cuối cùng  và thay vào đó sử dụng thuật ngữ "thân Mỹ". Bolton cũng đề nghị Algeria tặng Donald Trump một món quà để ông từ bỏ sự công nhận của Mỹ đối với chủ quyền của Maroc đối với Tây Sahara. .

## Thiếu thời và giáo dục
Bolton sinh ngày 20 tháng 11 năm 1948, tại Baltimore, Maryland, con trai của Virginia Clara "Ginny" (nhũ danh Godfrey), một bà nội trợ và Edward Jackson "Jack" Bolton, một lính cứu hỏa. Ông lớn lên trong khu phố của tầng lớp lao động Yale Heights và giành được học bổng vào Trường McDonogh ở Owings Mills, Maryland, tốt nghiệp năm 1966. Ông cũng điều hành chiến dịch Học sinh của trường Goldwater vào năm 1964.
Bolton đã tham dự Đại học Yale, kiếm được B.A. Và tốt nghiệp  summa cum laude  vào năm 1970. Ông là thành viên của Liên minh chính trị Yale. Anh theo học Trường luật Yale từ năm 1971 đến năm 1974, nơi anh chia sẻ các lớp học với bạn của mình Clarence Thomas, được cấp bằng tiến sĩ luật vào năm 1974.
Năm 1972, Bolton là một thực tập sinh mùa hè cho Phó Tổng thống Spiro Agnew.  Ông được thuê vào vị trí này bởi David Keene.

### Chiến tranh Việt Nam
Bolton là người ủng hộ chiến tranh Việt Nam, nhưng cố tình tránh nghĩa vụ quân sự ở Việt Nam. Trong cuộc bóc số tuyển quân Chiến tranh Việt Nam năm 1969, Bolton đã rút số 185. (Số tuyển quân được chỉ định theo ngày sinh.)  Do quyết định của chính quyền Johnson và Nixon dựa chủ yếu vào dự thảo thay vì dựa vào lực lượng dự bị, gia nhập một đơn vị Vệ binh hoặc Dự bị đã trở thành một cách để tránh phục vụ trong chiến tranh Việt Nam, mặc dù 42 đơn vị Dự bị Quân đội đã được triệu tập với 35 người trong số họ được triển khai đến Việt Nam ngay sau vụ tấn công nổi dậy Tết Mậu Thân năm 1968, 1969.   Trước khi tốt nghiệp Yale năm 1970, Bolton đã gia nhập Lực lượng Vệ binh Quốc gia Maryland thay vì chờ đợi để tìm hiểu xem số dự thảo của ông có được gọi hay không. (Số lượng cao nhất được gọi cho nghĩa vụ quân sự là 195.)  Ông đã thấy nhiệm vụ tích cực trong 18 tuần huấn luyện tại Fort Polk, Louisiana, từ tháng 7 đến tháng 11 năm 1970. Sau bốn năm phục vụ trong Lực lượng Vệ binh Quốc gia, ông phục vụ trong Quân đội Dự bị Quân đội Hoa Kỳ cho đến khi kết thúc nhập ngũ hai năm sau.
Ông đã viết trong cuốn sách tái hợp Yale lần thứ 25 của mình: "Tôi thú nhận rằng tôi không muốn chết trong một cánh đồng lúa Đông Nam Á. Tôi coi cuộc chiến ở Việt Nam là thua cuộc."  Trong một cuộc phỏng vấn năm 2007, Bolton đã giải thích nhận xét của mình trong cuộc hội ngộ Cuốn sách nói rằng quyết định tránh dịch vụ của anh ấy ở Việt Nam là bởi vì "khi tôi chuẩn bị tốt nghiệp vào năm 1970, tôi thấy rõ rằng những người phản đối Chiến tranh Việt Nam đã chắc chắn rằng chúng tôi không thể thắng thế, và tôi không có hứng thú lớn khi tới đó, Teddy Kennedy sẽ trả lại cho những người mà tôi có thể chết để mang nó đi. "

## Chuyện bên lề
- Với cương vị cố vấn an ninh, Bolton tham gia các cuộc đàm phán với Triều Tiên về việc nước này từ bỏ chương trình vũ khí hạt nhân. Ông cũng đã từng nhiều lần chỉ trích giới lãnh đạo Triều Tiên là "những kẻ không biết nghe lời" vì nước này vẫn không chịu từ bỏ chương trình vũ khí hạt nhân. Ông cảnh báo với Ngoại trưởng Triều Tiên Choe Son Hui rằng Triều Tiên sẽ không đạt được bất kỳ mục đích nào nếu như không chịu từ bỏ mọi thứ.[46]Đáp lại lời cảnh báo từ phía ông Bolton, Thứ trưởng Ngoại giao Triều Tiên Choe Son Hui ngày 20 tháng 4 năm 2019 phát biểu:"Những phát biểu của ông John Bolton đã cho thấy ông ấy thiếu hiểu biết về Triều Tiên chúng tôi. Triều Tiên trước giờ luôn thể hiện sức mạnh quân sự thông qua tên lửa và vũ khí hạt nhân. Tôi cảm thấy ông ấy là một kẻ thô lỗ. Điều tốt đẹp sẽ không đến nếu những bình luận thiếu nhạy cảm như vậy còn tồn tại". Ông Bolton sau đó đã tức giận cáo buộc bà Choe Son Hui là "đồ ác ôn" và ông cho biết rằng ông "sẽ sớm lấy đi giọng nói của bà ta".[47][48]
- Trong cuộc họp báo ở Tokyo ngày 25 tháng 8 năm 2019 sau 4 ngày thăm Nhật Bản, Tổng thống Trump đã phản bác lại những bình luận ác ý của Triều Tiên nhắm vào ông Bolton. Ông Trump nói: "Tôi nghĩ người Triều Tiên nên suy nghĩ thật kỹ trước khi làm một điều gì đó". Ông Trump tuy đã hứa rằng sẽ rút hết quân đội Mỹ ra khỏi Hàn Quốc cũng như Afghanistan, nhưng ông cho biết là ông vẫn chưa thể quyết định rút quân đội Mỹ ra khỏi hai nước này. Còn ông Bolton thì sẵn sàng dùng giải pháp quân sự để phản đối việc đối thoại với Triều Tiên.[49]
- Tháng 9 năm 2019, Khi những cố vấn hàng đầu của Tổng thống Trump chuẩn bị cho cuộc họp quan trọng về tương lai Afghanistan, Bolton đã bị loại khỏi danh sách tham dự. Tom Wright, chuyên gia an ninh quốc tế tại Viện Brookings, cho biết: "Đây là ví dụ rõ nhất cho thấy vị cố vấn an ninh quốc gia đang bị cho ra rìa".[50]

## Từ chức
Ngày 10-9-2019, John R. Bolton đã đệ trình đơn từ chức Cố vấn An ninh quốc gia Hoa Kỳ lên tổng thống Donald Trump. Ngoài các phần thủ tục, lá đơn chỉ có hai dòng chữ:
"Tôi xin từ chức, có hiệu lực ngay lập tức, với tư cách là Trợ lý của Tổng thống về các vấn đề an ninh quốc gia. Cảm ơn vì đã cho tôi cơ hội để phục vụ đất nước của chúng ta".
Về sự việc này, trên trang Twitter của mình, Tổng thống Hoa Kỳ Donald Trump viết:
"Tôi đã thông báo cho John Bolton tối qua rằng sự phục vụ của ông ấy không còn cần thiết ở Nhà Trắng nữa. Cũng giống như nhiều quan chức khác trong chính quyền, tôi bất đồng sâu sắc với nhiều đề xuất của ông ấy, nên tôi đã yêu cầu John từ chức"